# Jules Rivet
Pour les articles homonymes, voir Rivet (homonymie).
Jules Rivet, né le 11 janvier 1884 à Vercoiran et mort le 25 janvier 1946 à l'Hôpital Necker dans le 15e arrondissement de Paris, est un journaliste français. D'inspiration libertaire, il fut secrétaire de rédaction du Canard enchaîné pendant les années 1930.

## Biographie

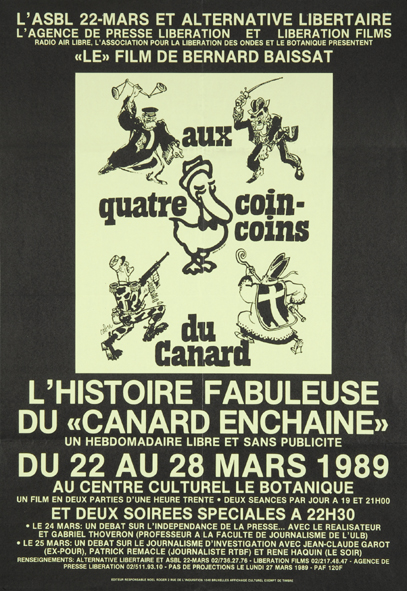
Documentaire de Bernard Baissat, Aux 4 coin-coin du Canard, pour les 70 ans de l'hebdo satirique (affiche Alternative Libertaire).

Il est journaliste au Canard enchaîné à sa création en 1916. En février 1920, il lance un feuilleton intitulé « La Fiancée du bolchevik ou le Couteau sanglant », qui accumulait les clichés véhiculés par la droite sur les communistes. Il fut l'un des animateurs du Canard enchaîné d'entre les deux guerres. Dans sa rubrique « Lettres ou pas lettres », il ne cessa de mettre en boîte le snobisme littéraire. Il affirma en 1929 à propos de l'affaire Oustric : « Un scandale qui ne scandalise même plus. On a l'habitude. »
Pendant la Seconde Guerre mondiale, il écrit des articles dans Le Petit Parisien, devenu journal de collaboration. Il ne reviendra pas à la rédaction du Canard enchaîné,  à la Libération, mourant 18 mois plus tard. Il est inhumé au Cimetière de Bagneux (puis transféré vers celui de Quincy-sous-Sénart).

### Engagement en franc-maçonnerie
Selon Léo Campion, dans son livre Le Drapeau noir, l'équerre et le compas, Jules Rivet fut initié franc-maçon le 17 décembre 1929 à la Loge France et Colonies du Grand Orient de France. Le même auteur le présente comme « anarchiste, franc-maçon et secrétaire de rédaction du Canard Enchaîné ».

## Citations
- À propos de la Première Guerre mondiale : « Elle a été voulue par des criminels et a été faite par de pauvres bougres qui n'avaient aucune raison de se haïr ». 17 juillet 1929.

## Publications
- Édouard Herriot ou le discrédit lyonnais, Éd.du Hibou.
- Tu seras écrivain
- Biographie de Cambronne.
- La Vierge déshabillée
- Chronique de la cour du roi Pétaud, avec Fernand Pignatel. Paris, Société mutuelle d'édition, 1921[5].
- La Dame aux bas bleus. Paris, L'Épi, 1928.
- La Course aux plaisirs
- À l'ombre des crocodiles en fleurs, Paris, L'Épi, 1929.
- Paule Calou, Paris, G. Mignolet & Storz.